# Zampe di gallina (film)
Zampe di gallina (The Kentucky Colonel) è un film muto del 1920 diretto da William A. Seiter.

## Produzione
Il film fu prodotto dalla National Film Corporation of America e venne girato al Sunland Park di Sunland a Los Angeles.

## Distribuzione
Distribuito dalla W.W. Hodkinson e Pathé Exchange, il film uscì nelle sale il 26 settembre 1920. In Italia venne distribuito dalla Sennett nel 1926, uscendo con il visto di censura numero 22310.